# Arquelau (geògraf)
Arquelau (en llatí Archelaus, en grec antic Ἀρχέλαος), va ser un geògraf de l'antiga Grècia que va escriure una obra on descrivia tots els països que Alexandre el Gran havia travessat, segons diu Diògenes Laerci.
Se suposa que era contemporani d'Alexandre i que l'hauria acompanyat en les seves expedicions, però l'obra s'ha perdut i no es pot dir res amb seguretat. Tampoc se sap si és el mateix Arquelau de qui Valeri Harpocració en cita una obra sobre Eubea. També Plutarc i Estobeu citen un llibre sobre els rius i les pedres d'un Arquelau, potser aquest.